# Al Fehayheel Sporting Club
Maillots
Actualités
Le Al Fehayheel Sporting Club (en arabe : نادي الفحيحيل الرياضي), plus couramment abrégé en Al Fehayheel, est un club koweïtien de football fondé en 1964 et basé à Koweït City, la capitale du pays.

## Palmarès
| \| - Coupe du Koweït (1) : - Vainqueur : 1986. - Coupe de la Fédération du Koweït (1) : - Vainqueur : 1973-74. \| \| - Championnat du Koweït D2 (6) : - Vainqueur : 1969-70, 1972-73, 1975-76, 1978-79, 1989-90 et 2012-13. \| |  | |
| - Coupe du Koweït (1) : - Vainqueur : 1986. - Coupe de la Fédération du Koweït (1) : - Vainqueur : 1973-74. |  | - Championnat du Koweït D2 (6) : - Vainqueur : 1969-70, 1972-73, 1975-76, 1978-79, 1989-90 et 2012-13. |